# Spaartelgenbos

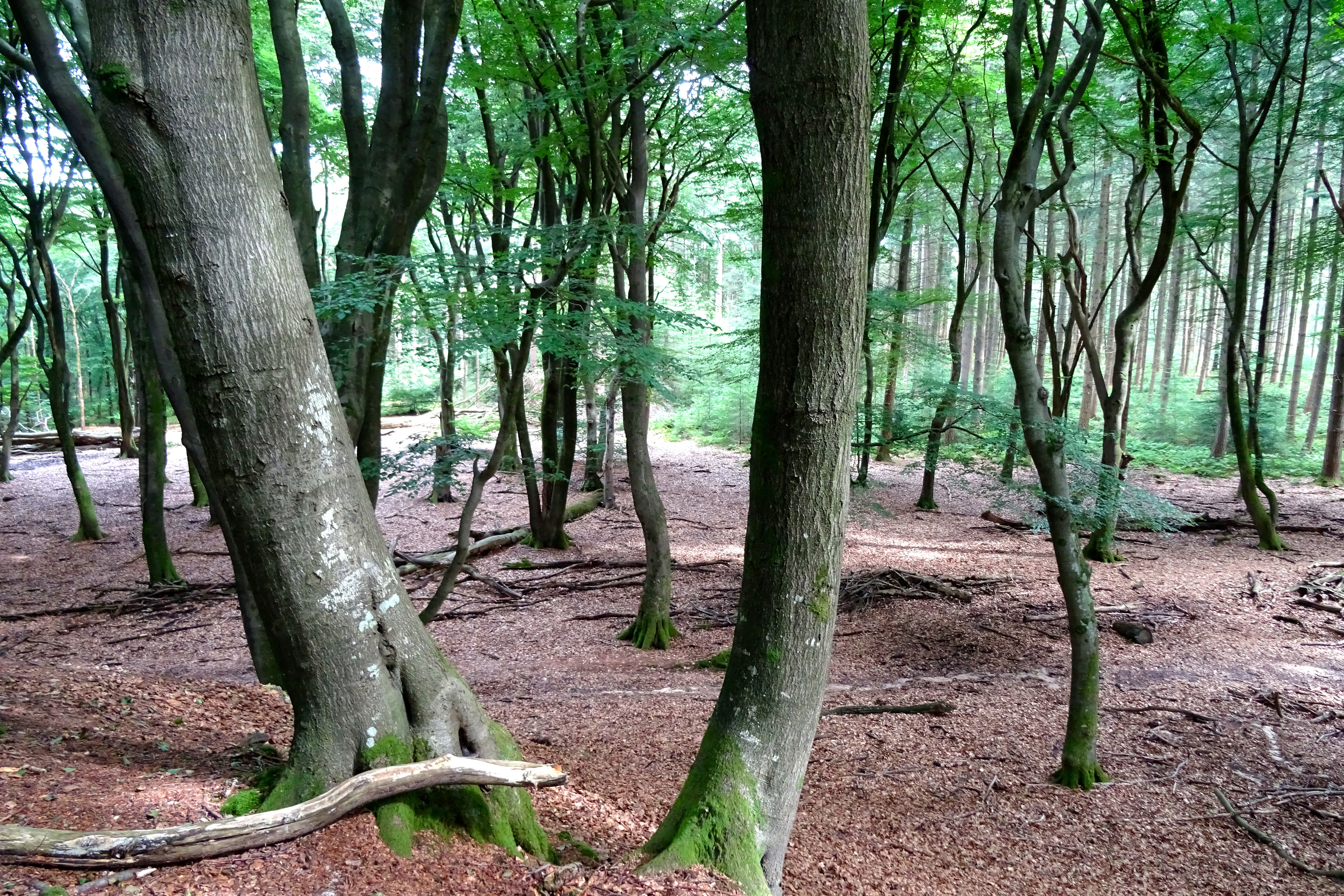
Een voorbeeld van een spaartelgenbos in het Speulderbos.

Een spaartelgenbos is een type bos. Het bos is ontstaan uit een hakhoutbos; een door de mens geëxploiteerd bos waarvan de bomen om de 7 tot 12 jaar worden omgehakt voor de winning van hout. Hierbij liet men vaak één tak van de stam ongemoeid, zodat deze kon uitgroeien tot nieuwe stam. Als de bomen in het hakhoutbos niet meer worden gekapt groeien ze uit en het bos bestaat dan uit bomen die zijn ontstaan uit de gespaarde tak (of telg) waaraan de naam te danken is. 